# 2992 Vondel
2992 Vondel eller 2540 P-L är en asteroid i huvudbältet som upptäcktes den 24 september 1960 av den nederländsk-amerikanske astronomen Tom Gehrels och det nederländska astronomparet Ingrid van Houten-Groeneveld och Cornelis Johannes van Houten vid Palomarobservatoriet. Den är uppkallad efter den nederländske författaren Joost van den Vondel.
Asteroiden har en diameter på ungefär 10 kilometer.